# Westfälisches Pferdestammbuch
Westfälisches Pferdestammbuch e.V. ist ein 1904 gegründeter Zuchtverband. Aufgabe des Westfälischen Pferdestammbuchs sind die Interessenvertretung der Pferdezüchter im Zuchtgebiet Westfalen, die Führung von Hengst- und Stutbüchern, die Registrierung von Fohlen und die Beratung der Züchter in Zuchtfragen. Darüber hinaus bietet das Westfälische Pferdestammbuch den Züchtern eine Plattform zur Vermarktung ihrer Pferde in Form von Auktionen. Aufgrund der engen Kooperation mit dem Rheinischen Pferdestammbuch richten sich die Auktionen vornehmlich am Züchter von Westfälischen Warmblütern und Westfälischen Reitponys sowie Rheinischen Warmblütern und Rheinischen Reitponys. Diese können von den Züchtern auf Auktionen, Elite-Auktionen und Fohlen-Auktionen verkauft werden.
Das Westfälische Pferdestammbuch ist auch für die Körung von Zuchthengsten zuständig. Auf der Hauptkörung, die traditionell im November stattfindet, werden die Hengste der rheinischen und westfälischen Warmblüter gekört. Für rheinische und westfälische Reitponys gibt es eine gesonderte Körung, die kurz nach der Hauptkörung stattfindet. Die Körungen für Warmblüter und Reitponys finden nur am Sitz des Westfälischen Pferdestammbuches in Münster-Handorf statt. Rheinische und Westfälische Kaltbluthengste werden auch jedes Jahr im November gekürt. Jedoch findet die Körung immer im Wechsel, ein Jahr beim Westfälischen Pferdestammbuch in Münster-Handorf, im anderen Jahr in Wickrath beim Rheinischen Pferdestammbuch statt.
Das Westfälische Pferdestammbuch führt darüber hinaus Zuchtbücher für in Westfalen gezüchtete Friesen, Haflinger, Islandpferde, Welshponys (aller Sektionen) und viele weitere Pferde- und Ponyrassen.